# Liste der Baudenkmäler im Stadtteil Münster-Mitte-Nordost
Die Liste der Baudenkmäler im Stadtteil Münster-Mitte-Nordost enthält die denkmalgeschützten Bauwerke auf dem Gebiet von Münster-Mitte-Nordost in Nordrhein-Westfalen (Stand: 30. Juni 2015). Diese Baudenkmäler sind in der Denkmalliste der Stadt Münster eingetragen; Grundlage für die Aufnahme ist das Denkmalschutzgesetz Nordrhein-Westfalen (DSchG NRW).

## Denkmäler
Einige Denkmäler müssen noch aus der Liste der Baudenkmäler im Stadtteil Münster-Innenstadtring hierher übertragen werden.

### Straßen mit A
| Bild           | Bezeichnung         | Lage                          | Beschreibung | Bauzeit                                 | Eingetragen seit | Denkmal- nummer |
| -------------- | ------------------- | ----------------------------- | --- | --------------------------------------- | ---------------- | --------------- |
| weitere Bilder | Kiffe Geschäftshaus | Hafen Am Hawerkamp 1 Karte    | Geschäftshaus | 1927                                    |                  |                 |
| weitere Bilder | Flechtheimspeicher  | Hafen Am Mittelhafen 10 Karte | Der Flechtheimspeicher ist ein Getreidespeicher auf der Südseite des Hafenbeckens des Hafens Münster in unmittelbarer Nähe zum ehemaligen Kohlebunker der Stadtwerke sowie dem aus dem Jahre 1962 stammenden Verladekran, dem Wahrzeichen des Münsteraner Hafens. Das Hafenspeichergebäude ist links im Bild. | 1899/1900 und 1939, Sanierung 2013/2014 |                  |                 |
| Rhenusspeicher | Rhenusspeicher      | Hafen Am Mittelhafen 10 Karte | Hafenspeichergebäude, rechts im Bild |                                         |                  |                 |

### Straßen mit D
| Bild           | Bezeichnung                                                               | Lage                                                | Beschreibung | Bauzeit | Eingetragen seit | Denkmal- nummer |
| -------------- | ------------------------------------------------------------------------- | --------------------------------------------------- | --- | ------- | ---------------- | --------------- |
| weitere Bilder | Ehemalige Lincolnkaserne, jetzt Teile des „Wohnquartiers Lincoln-Kaserne“ | Uppenberg Dreizehnerstraße 42, 44, 46, 48, 50 Karte | Teile des „Wohnquartiers Lincoln-Kaserne“ Charakteristisch für den ehemaligen Kasernenstandort ist der historische Gebäudebestand an der Grevener Straße und der Dreizehnerstraße mit zehn denkmalgeschützten Gebäuden, davon vier größere Gebäude für Mannschaften um den mittleren großen Exerzierplatz und die Kraftfahrzeug- und Werkhallen im nördlichen und östlichen Teil. Nach der Verabschiedung eines städtebaulichen Strukturkonzeptes 1995 wurden im April 1996 in einem dreitägigen Entwurfsworkshop städtebauliche Konzepte erarbeitet. Zur Realisierung kam der Entwurf von Carsten Lorenzen. Unter dem Thema „Wohnen an der Gasselstiege“ sind wesentliche Charakteristika des Entwurfs: Die quartiersinterne Grünzone, die Erhaltung des äußeren Erscheinungsbildes des denkmalwerten Ensembles zum öffentlichen Raum sowie die strenge nord-süd-gerichtete Zeilenbebauung im Wohnungsneubau. |         |                  |                 |

### Straßen mit F
| Bild                                                                     | Bezeichnung                                                              | Lage                                | Beschreibung | Bauzeit | Eingetragen seit | Denkmal- nummer |
| ------------------------------------------------------------------------ | ------------------------------------------------------------------------ | ----------------------------------- | --- | ------- | ---------------- | --------------- |
| Ehemalige Lincolnkaserne, heute Teil des „Wohnquartiers Lincoln-Kaserne“ | Ehemalige Lincolnkaserne, heute Teil des „Wohnquartiers Lincoln-Kaserne“ | Uppenberg Fresnostraße Karte        | Im Herbst 1995 beschloss der Rat ein „Städtebauliches Strukturkonzept für die Lincoln-Kaserne“. Das Ziel: Aus der Kaserne sollte ein attraktives Wohnviertel werden. Mit der Umsetzung wurde das städtische Unternehmen „Wohn- und Stadtbau“ beauftragt. Im April 1996 skizzierten in einer offenen „Entwurfswerkstatt“ fünf Architekturbüros im Wettbewerb städtebauliche Konzeptionen. Auch die Bürger waren beteiligt. Die denkmalgeschützte Bausubstanz bildete das städtebauliche Grundgerüst, ergänzt um Neubauten auf den Freiflächen. Das Miteinander historischer Bauten und moderner Wohnbebauung war eine der wesentlichen Entwicklungschancen des Quartiers. Die beste Lösung für dieses Miteinander fand der Däne Carsten Lorenzen. Sein Konzept: ein eigenständiges, verdichtetes Wohnquartier auf den ehemaligen Freiflächen, das ein breiter Grünzug mit Spielflächen von der denkmalgeschützten Bebauung absetzt. Aus den riesigen Schlafsälen der Kaserne wurden attraktive Wohnungen mit Balkon. |         |                  |                 |
| weitere Bilder                                                           | Ehemalige Lincolnkaserne                                                 | Uppenberg Fresnostraße 1 Karte      | Gebäude der ehemaligen Lincolnkaserne, heute Teil des „Wohnquartiers Lincoln-Kaserne“ |         |                  |                 |
| weitere Bilder                                                           | Ehemalige Lincolnkaserne                                                 | Uppenberg Fresnostraße 2 Karte      | Gebäude der ehemaligen Lincolnkaserne, heute Teil des „Wohnquartiers Lincoln-Kaserne“ |         |                  |                 |
| weitere Bilder                                                           | Ehemalige Lincolnkaserne                                                 | Uppenberg Fresnostraße 3 Karte      | Gebäude der ehemaligen Lincolnkaserne, heute Teil des „Wohnquartiers Lincoln-Kaserne“ |         |                  |                 |
| weitere Bilder                                                           | Ehemalige Lincolnkaserne                                                 | Uppenberg Fresnostraße 4 Karte      | Gebäude der ehemaligen Lincolnkaserne, heute Teil des „Wohnquartiers Lincoln-Kaserne“ |         |                  |                 |
| weitere Bilder                                                           | Ehemalige Lincolnkaserne                                                 | Uppenberg Fresnostraße 5 Karte      | Gebäude der ehemaligen Lincolnkaserne, heute Teil des „Wohnquartiers Lincoln-Kaserne“ |         |                  |                 |
| weitere Bilder                                                           | Ehemalige Lincolnkaserne                                                 | Uppenberg Fresnostraße 6/6a Karte   | Gebäude der ehemaligen Lincolnkaserne, heute Teil des „Wohnquartiers Lincoln-Kaserne“ |         |                  |                 |
| weitere Bilder                                                           | Ehemalige Lincolnkaserne                                                 | Uppenberg Fresnostraße 7 Karte      | Gebäude der ehemaligen Lincolnkaserne, heute Teil des „Wohnquartiers Lincoln-Kaserne“ |         |                  |                 |
| weitere Bilder                                                           | Ehemalige Lincolnkaserne                                                 | Uppenberg Fresnostraße 8/8a Karte   | Gebäude der ehemaligen Lincolnkaserne, heute Teil des „Wohnquartiers Lincoln-Kaserne“ |         |                  |                 |
| weitere Bilder                                                           | Ehemalige Lincolnkaserne                                                 | Uppenberg Fresnostraße 9 Karte      | Gebäude der ehemaligen Lincolnkaserne, heute Teil des „Wohnquartiers Lincoln-Kaserne“ |         |                  |                 |
| weitere Bilder                                                           | Ehemalige Lincolnkaserne                                                 | Uppenberg Fresnostraße 10/10a Karte | Gebäude der ehemaligen Lincolnkaserne, heute Teil des „Wohnquartiers Lincoln-Kaserne“ |         |                  |                 |
| weitere Bilder                                                           | Ehemalige Lincolnkaserne                                                 | Uppenberg Fresnostraße 11 Karte     | Gebäude der ehemaligen Lincolnkaserne, heute Teil des „Wohnquartiers Lincoln-Kaserne“ |         |                  |                 |
| weitere Bilder                                                           | Ehemalige Lincolnkaserne                                                 | Uppenberg Fresnostraße 35 Karte     | Gebäude der ehemaligen Lincolnkaserne, heute Teil des „Wohnquartiers Lincoln-Kaserne“ |         |                  |                 |
| weitere Bilder                                                           | Ehemalige Lincolnkaserne                                                 | Uppenberg Fresnostraße 37 Karte     | Gebäude der ehemaligen Lincolnkaserne, heute Teil des „Wohnquartiers Lincoln-Kaserne“ |         |                  |                 |

### Straßen mit K
| Bild                            | Bezeichnung                     | Lage                                    | Beschreibung                                                           | Bauzeit       | Eingetragen seit | Denkmal- nummer |
| ------------------------------- | ------------------------------- | --------------------------------------- | ---------------------------------------------------------------------- | ------------- | ---------------- | --------------- |
| BW                              | Haus Wienburg, Herrenhaus       | Uppenberg Kanalstraße 237 Karte         | Herrenhaus                                                             | Mitte 18. Jh. |                  |                 |
| BW                              | Haus Wienburg, Barockgarten     | Uppenberg Kanalstraße 237 Karte         | Barockgarten                                                           | Mitte 18. Jh. |                  |                 |
| weitere Bilder                  | Ehemaliges Kötterhaus           | Uppenberg Kanalstraße 258 Karte         | Ehemaliges Kötterhaus                                                  | um 1800       |                  |                 |
| Ehemalige Dreifaltigkeitskirche | Ehemalige Dreifaltigkeitskirche | Uppenberg Kinderhauser Straße 57 Karte  | zusammen mit Grevener Str. 102, 104, Eintrag siehe Grevener Straße 102 |               |                  |                 |
| Reihenwohnhaus                  | Reihenwohnhaus                  | Uppenberg Kinderhauser Straße 65 Karte  | Reihenwohnhaus                                                         | 1924–1930     |                  |                 |
| Reihenwohnhaus                  | Reihenwohnhaus                  | Uppenberg Kinderhauser Straße 67 Karte  | Reihenwohnhaus                                                         | 1924–1930     |                  |                 |
| Reihenwohnhaus                  | Reihenwohnhaus                  | Uppenberg Kinderhauser Straße 69 Karte  | Reihenwohnhaus                                                         | 1924–1930     |                  |                 |
| Reihenwohnhaus                  | Reihenwohnhaus                  | Uppenberg Kinderhauser Straße 71 Karte  | Reihenwohnhaus                                                         | 1924–1930     |                  |                 |
| Reihenwohnhaus                  | Reihenwohnhaus                  | Uppenberg Kinderhauser Straße 73 Karte  | Reihenwohnhaus                                                         | 1924–1930     |                  |                 |
| Reihenwohnhaus                  | Reihenwohnhaus                  | Uppenberg Kinderhauser Straße 75 Karte  | Reihenwohnhaus                                                         | 1924–1930     |                  |                 |
| Reihenwohnhaus                  | Reihenwohnhaus                  | Uppenberg Kinderhauser Straße 77 Karte  | Reihenwohnhaus                                                         | 1924–1930     |                  |                 |
| Reihenwohnhaus                  | Reihenwohnhaus                  | Uppenberg Kinderhauser Straße 79 Karte  | Reihenwohnhaus                                                         | 1924–1930     |                  |                 |
| Reihenwohnhaus                  | Reihenwohnhaus                  | Kinderhaus Kinderhauser Straße 81 Karte | Reihenwohnhaus                                                         | 1924–1930     |                  |                 |
| Reihenwohnhaus                  | Reihenwohnhaus                  | Uppenberg Kinderhauser Straße 83 Karte  | Reihenwohnhaus                                                         | 1924–1930     |                  |                 |
| Reihenwohnhaus                  | Reihenwohnhaus                  | Uppenberg Kinderhauser Straße 85 Karte  | Reihenwohnhaus                                                         | 1924–1930     |                  |                 |
| weitere Bilder                  | Reihenwohnhaus                  | Uppenberg Kinderhauser Straße 87 Karte  | Reihenwohnhaus                                                         | 1924–1930     |                  |                 |
| Reihenwohnhaus                  | Reihenwohnhaus                  | Uppenberg Kinderhauser Straße 95 Karte  | Reihenwohnhaus                                                         | 1924–1930     |                  |                 |

### Straßen mit S
| Bild                              | Bezeichnung                                  | Lage                                    | Beschreibung                             | Bauzeit | Eingetragen seit | Denkmal- nummer |
| --------------------------------- | -------------------------------------------- | --------------------------------------- | ---------------------------------------- | ------- | ---------------- | --------------- |
| Schützenhof                       | Schützenhof                                  | Uppenberg Steinfurter Straße 104 Karte  | Früher Offizier-Kasino, jetzt Restaurant | um 1900 |                  |                 |
| BW                                | Grenzstein an der Brücke über den Kinderbach | Uppenberg Steinfurter Straße 110 Karte  | Grenzstein                               |         |                  |                 |
| Ehrenfriedhof an der Gasselstiege | Ehrenfriedhof an der Gasselstiege            | Uppenberg Steinfurter Straße 128b Karte | Ehrenfriedhof an der Gasselstiege        |         |                  |                 |